# Pangrapta mesacta
Pangrapta mesacta là một loài bướm đêm trong họ Erebidae.